# Айхенбах
Айхенбах (нім. Eichenbach) — громада в Німеччині, розташована в землі Рейнланд-Пфальц. Входить до складу району Арвайлер. Складова частина об'єднання громад Аденау.
Площа — 5,02 км2. Населення становить 73 ос. (станом на 31 грудня 2020).